# Hôtel de Tallard

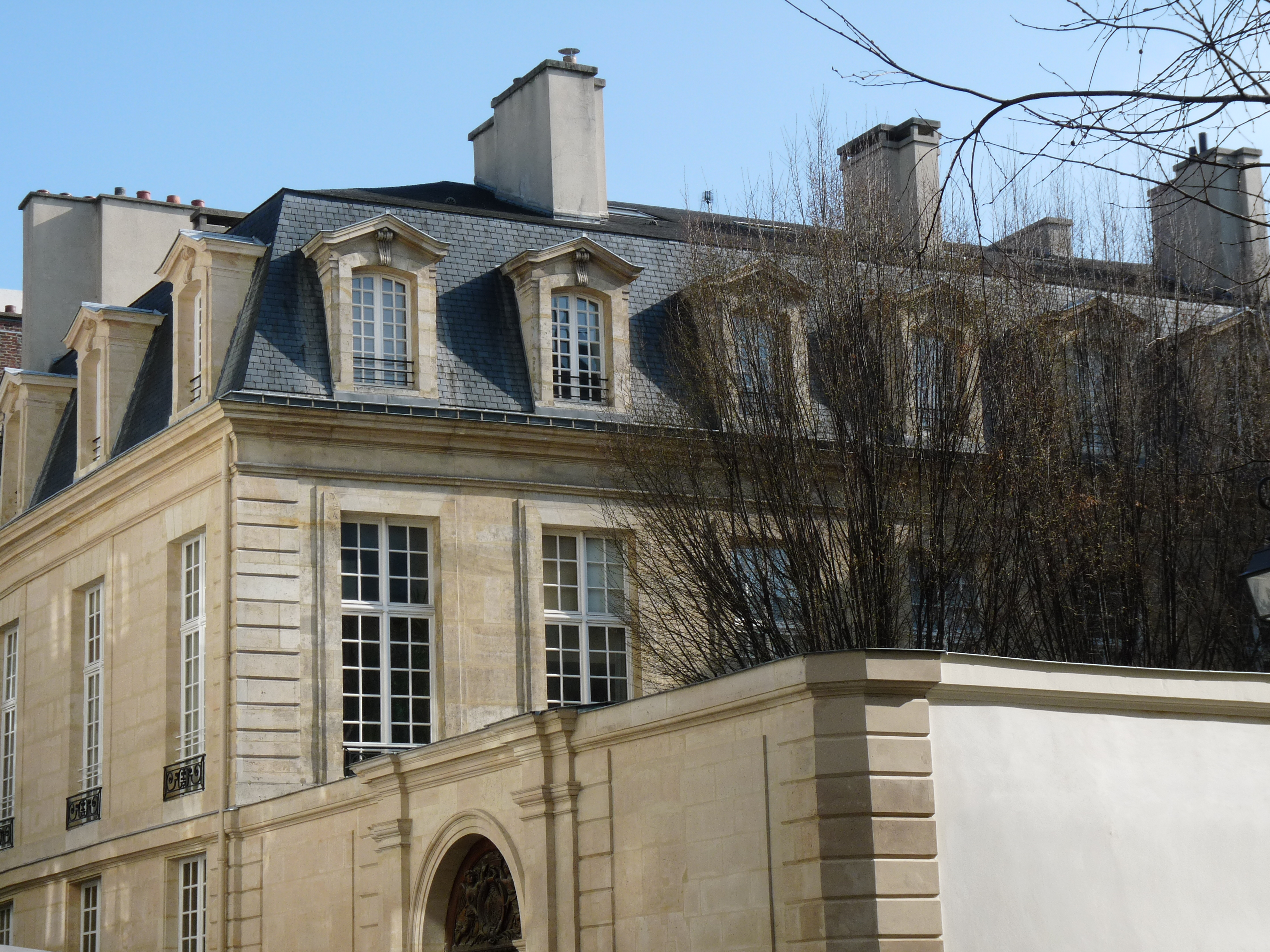
Hôtel de Tallard

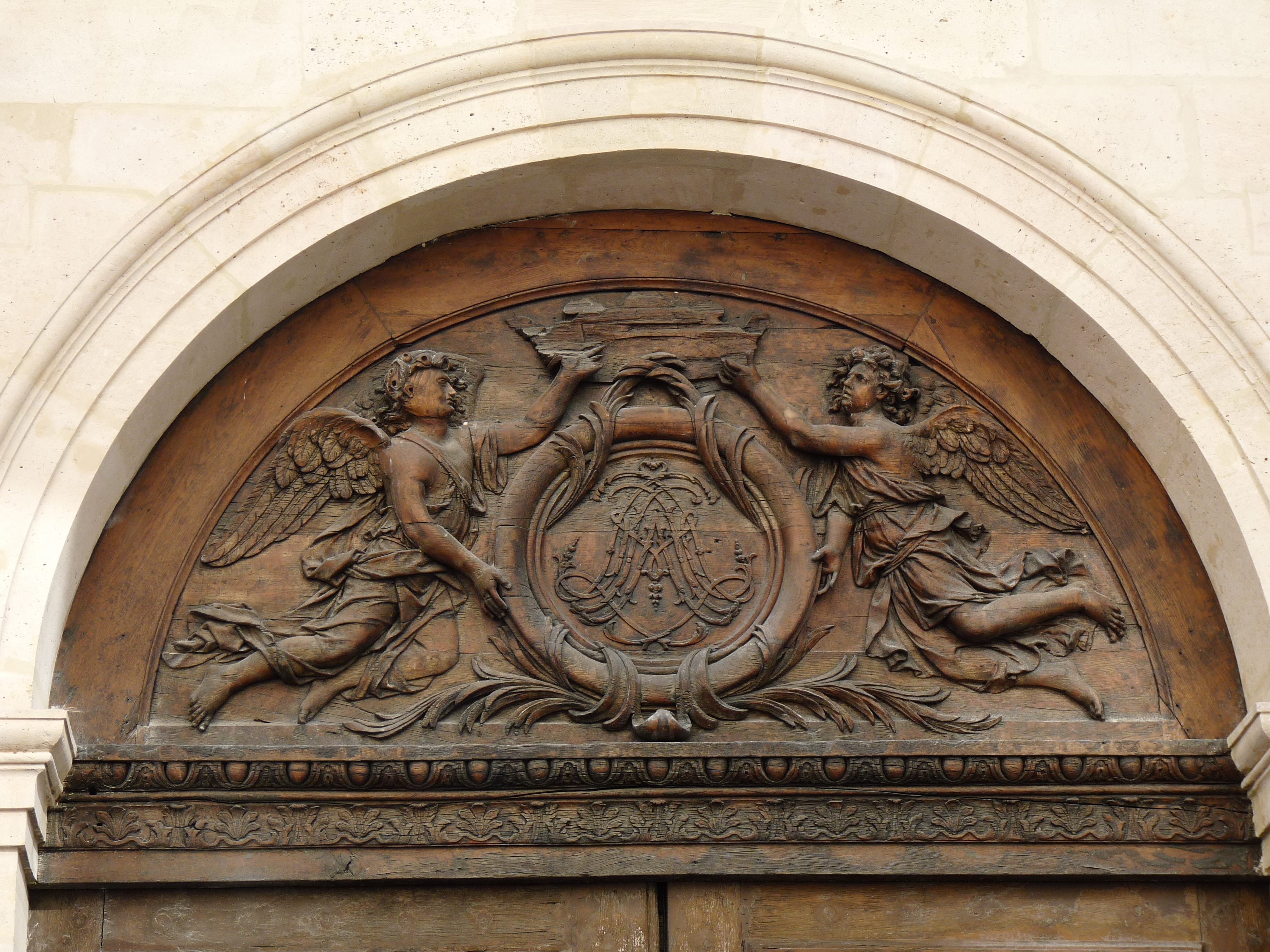
Relief am Portal

Das Hôtel de Tallard (auch als Hôtel Amelot de Chaillou bezeichnet) ist ein Hôtel particulier im 3. Arrondissement von Paris. Das im 17. Jahrhundert erbaute Gebäude befindet sich an der Rue des Archives Nr. 78. Das Hôtel de Tallard ist seit 1980 als Baudenkmal (Monument historique) geschützt.

## Geschichte
Das Hôtel de Tallard wurde um 1700 nach den Plänen des Architekten Pierre Bullet für den Maître des requêtes Amelot de Chaillou errichtet. Im Jahr 1722 wurde es von Camille d’Hostun, Duc de Tallard und Maréchal de France, gekauft. Nach dessen Namen wird es heute bezeichnet.

## Architektur
Das prachtvolle Portal wird gerahmt von Pilastern. Das Tympanon des rundbogigen Portals besitzt ein geschnitztes Relief mit der Darstellung zweier Engel, die ein Medaillon halten, in dem das Monogramm A für Amelot steht. An den Hof schließt sich rechtwinklig das Hôtel particulier an. Das Gebäude mit Erdgeschoss, hoher erster Etage und einem Mansarddach besitzt heute nicht mehr seinen ursprünglichen Fassadenschmuck.
Der prachtvolle Treppenaufgang mit schmiedeeisernem Geländer wurde von Pierre Le Muet geschaffen und zusammen mit dem restlichen Gebäude in den 1990er Jahren renoviert.